# 청군로
청군로(Cheonggun-ro)는 경기도 가평군 상면 청평검문소앞교차로에서 포천시 군내면 군내사거리까지 연결하는 도로이다.

## 주요 경유지
경기도
- 가평군 상면 - 조종면) - 포천시 (내촌면 - 군내면)

## 노선
| 이름                | 접속 노선                       | 소재지 | 소재지 | 비고 |
| ------------------- | ------------------------------- | ------ | ------ | ---- |
| 청평검문소앞 교차로 | 국도 제37호선 (경춘로)          | 가평군 | 상면   |      |
| 다원 교차로         | 국도 제37호선 (조종로)          | 가평군 | 상면   |      |
| 다원교              |                                 | 가평군 | 상면   |      |
| 임초교              |                                 | 가평군 | 상면   |      |
| 상면 교차로         | 국도 제37호선 (조종로)          | 가평군 | 상면   |      |
| 상면 교차로         | 왕대벌길                        | 가평군 | 상면   |      |
| 반계교              |                                 | 가평군 | 상면   |      |
|                     | 조종면                          | 가평군 |        |      |
| 부대앞삼거리        | 지방도 제387호선 (비룡로)       | 가평군 |        |      |
| 석사울삼거리        | 지방도 제387호선 (운악청계로)   | 가평군 |        |      |
| 원흥 교차로         | 국도 제37호선 (조종로)          | 가평군 | 상면   |      |
| 물곡교              |                                 | 가평군 | 상면   |      |
| 서파 교차로         | 국도 제47호선 (금강로)          | 포천시 | 내촌면 |      |
| 직두삼거리          | 용두로                          | 포천시 | 군내면 |      |
| 구읍교              |                                 | 포천시 | 군내면 |      |
| 구읍삼거리          | 반월산성로                      | 포천시 | 군내면 |      |
| 청성 교차로         | 국도 제87호선 (포천로)          | 포천시 | 군내면 |      |
| 군내사거리          | 국도 제43호선 (호국로) 구절초로 | 포천시 | 군내면 |      |
| 율현3교             |                                 | 가평군 | 상면   |      |
| 조종로와 직결       |                                 |        |        |      |

## 주요 건물 및 시설
- 호산나대학교 (청군로 18/하천리 505-10)
- 알뜰 덕현주유소 (청군로 450/덕현리 365-1)
- 이마트24 아침고요수목원점 (청군로 648/임초리 35-9)
- 임초리보건지소 (청군로 694/임초리 410-3)
- 이마트24 아침고요수목원2호점 (청군로 697/임초리 417-3)
- GS칼텍스 쉼터주유소 (청군로 824/항사리 76-1)
- SK에너지 하이웨이주유소 (청군로 927/항사리 242-7)
- SK에너지 상면주유소 (청군로 1070/연하리 11-9)
- 상면보건지소 (청군로 1099/연하리 171-1)
- 상면파출소 (청군로 1101/연하리 171-1)
- 상면 행정복지센터 (청군로 1105/연하리 171-1)
- 상면우체국 (청군로 1107/연하리 174-10)
- CU 현리청군로점 (청군로 1185/현리 477-266)
- SK에너지 대성주유소 (청군로 1186/현리 477-100)
- S-OIL 동현주유소 (청군로 1303/현리 320-1)